# Championnat de Nouvelle-Zélande de football 2021
Navigation
Édition précédente Édition suivante
La saison 2021 du Championnat de Nouvelle-Zélande de football est la 53e édition du championnat de première division en Nouvelle-Zélande, et la première de la New Zealand National League.
La formule en vigueur depuis 2004, basée sur un système de franchises, est remplacée par un championnat s'appuyant désormais sur des clubs, et se déroulant en deux phases. Cette réforme a pour but de donner un maximum de compétition et de temps de jeu aux jeunes joueurs nationaux (la saison totalisera 296 matchs, contre 59 lors de la précédente édition ; chaque équipe ne pourra aligner au maximum que quatre joueurs étrangers, plus un d'une nationalité de la confédération océanienne), et de pérenniser financièrement la compétition. Ce changement implique la disparition de certaines franchises ayant marqué l'histoire du championnat. Certaines franchises poursuivent toutefois l'aventure en s'appuyant sur un club existant (par exemple Wellington Olympic pour Team Wellington).

## Format de la compétition

### Format théorique
Le calendrier est désormais aligné sur l'année civile. Une première phase, se déroulant de mars à septembre, réunit 30 équipes, réparties en trois ligues régionales : Nord (Northern League, 12 clubs), Centre (Central League, 10 clubs) et Sud (Southern League, 8 clubs). Les équipes s'affrontent deux fois, en match aller et retour, sauf pour la Southern League (une seule confrontation). Les derniers de chaque ligue, ainsi que l'avant-dernier de la Northern League, sont relégués à l'échelon inférieur.
Les 9 meilleures équipes (4 pour la Northern League, 3 pour la Central League et 2 pour la Southern League), ainsi que Wellington Phoenix Reserve, participent ensuite à la National League Championship, qui se déroule entre septembre et décembre. Elles s'affrontent deux fois, en match aller et retour. Les deux équipes finissant en tête du classement participent à la grande finale qui octroiera le titre de champion. Ces deux équipes sont également qualifiées pour la Ligue des champions de l'OFC. Il est prévu que tous les matchs de la phase nationale soient retransmis, soit sur Sky Sport, soit gratuitement en streaming.

### Déroulement, et perturbations dues à la pandémie de Covid 19
Le 26 mars 2021, la fédération néo-zélandaise indique que la saison commence le 27 mars, et donne la liste des équipes participantes pour les Northern et Central Leagues. La composition et le calendrier de la Southern League sont donnés ultérieurement : les premiers matchs sont disputés le 17 juillet. Les 8 clubs participants à la Southern League sont connus à l'issue de deux ligues locales, Mainland Premiership (5 équipes qualifiées), et Southern Premiership (3 équipes qualifiées). Une liste de joueurs sélectionnables par chaque club est également communiquée.
La pandémie de Covid-19 perturbe le calendrier. À la suite du passage au niveau d'alerte 4 dans la région d'Auckland, la Northern League est suspendue à partir du 17 août 2021. Un projet de report des trois dernières journées et du début de la phase nationale est envisagé, mais devant la persistance du niveau 3 ou 4 d'alerte, interdisant toute activité footballistique, la Fédération décrète la fin anticipée de la compétition régionale, entérinant le classement en vigueur le 15 août.
La phase nationale est prévue débuter le week-end du 16-17 Octobre (sous réserve du retour au niveau 2 d'alerte dans la région d'Auckland), la grande finale étant programmée pour celui du 18-19 décembre. Mais la persistance dans la région d'Auckland d'un niveau d'alerte incompatible avec la tenue de matchs pousse la fédération à envisager des alternatives. Dans un premier temps, elle propose que la phase nationale soit remplacée par deux poules, l'une regroupant les quatre équipes de la région d'Auckland (Auckland hub), l'autre les six autres équipes du pays (Southern hub), chacune des équipes rencontrant les autres sur un seul match, le vainqueur de chaque poule recevant le deuxième de l'autre en demi-finale.
Le 20 octobre, considérant que le niveau d'alerte ne devrait pas baisser au 1er novembre, la fédération indique que la phase nationale avait peu de chance d'être jouée, et qu'en tout état de cause la compétition ne se poursuivra pas en l'absence des clubs de la région d'Auckland. L'annulation de la phase nationale est officialisée le 2 novembre, le titre de champion ne sera pas attribué. Les six équipes non concernées par les restrictions dues à la pandémie (Cashmere Technical, Miramar Rangers, Selwyn United, Wellington Olympic, Wellington Phoenix Reserve et Western Suburbs) disputent une compétition nommée National League: South Central Series, du 6 novembre au 12 décembre.

## Compétition
Source pour tous les résultats et classements : www.nzfootball.co.nz 

### Phase régionale

#### Northern League

##### Clubs participants
| Nom du club          | Stade              | Ville                      |
| -------------------- | ------------------ | -------------------------- |
| Auckland City        | Kiwitea Street     | Sandringham (en), Auckland |
| Auckland United      | Keith Hay Park     | Mount Roskill, Auckland    |
| Bay Olympic          | Olympic Park       | New Lynn, Auckland         |
| Birkenhead United    | Shepherds Park     | Birkenhead (en), Auckland  |
| Eastern Suburbs      | Madills Farm       | Kohimarama, Auckland       |
| Hamilton Wanderers   | Porritt Stadium    | Chartwell, Hamilton        |
| Manukau United       | Centre Park        | Māngere, Auckland          |
| Melville United      | Gower Park         | Melville, Hamilton         |
| North Shore United   | Allen Hill Stadium | Devonport, North Shore     |
| Northern Rovers      | McFetridge Park    | Glenfield, North Shore     |
| West Coast Rangers   | Fred Taylor Park   | Whenuapai, Auckland        |
| Western Springs (en) | Seddon Fields      | Westmere, Auckland         |